# Bubble Butt
Bubble Butt è un singolo del gruppo di produttori Major Lazer in collaborazione con gli artisti statunitensi Bruno Mars e Tyga, insieme al rapper jamaicano Mystic Davis. È stata pubblicata anche una versione remix della canzone in aggiunta con il rapper statunitense 2 Chainz.
È stato pubblicato il 24 maggio 2013 come quarto singolo estratto dal loro secondo album in studio Free the Universe. Bubble Butt è stato il primo singolo di successo commerciale negli Stati Uniti, raggiungendo la posizione numero 56 della classifica Billboard Hot 100.

## Video musicale
Il video musicale è stato diretto da Eric Wareheim, comico del duo statunitense Tim & Eric.

## Tracce
Download digitale
Testi e musiche di Thoms Pentz, David Taylor, Peter Hernandez, Tauheed Epps, Micheal Stevenson, Mandolyn Ludlum.
1. Bubble Butt (feat. Bruno Mars, Tyga e Mystic) – 3:48

Download digitale – Remix
1. Bubble Butt (feat. Bruno Mars, 2 Chainz, Tyga & Mystic) (Remix) – 3:27

1. Bubble Butt (feat. Bruno Mars, G-Dragon, TOP, Tyga & Mystic) (Remix) – 3:57